# 王道荫
王道荫（1929年—），曾用名王伯远，男，汉族，江苏南京人，中华人民共和国航空专家、政治人物。第八、九届全国政协委员。